# Sylvi Salonen
Sylvi Inkeri Salonen (ur. 1 marca 1920 w Ulvili, zm. 23 grudnia 2003 w Tampere) – fińska aktorka. Przez większość kariery (1949–1985) pracowała w Tampereen Työväen Teatteri, jednocześnie występując w filmach i telewizji. Do jej osoby często dołączano określenie „diva”.
Podczas ostatnich lat życia Salonen zaaranżowała umieszczenie na swoim grobie posągu czarnej pantery.

## Wybrana filmografia

### Telewizja
- Heikki ja Kaija (1961–1971)
- Tankki täyteen (1978–1980)
- Nitroliiga (1993)
- Tuliportaat (1998)

### Film
- Tavaratalo Lapatossu & Vinski (1940)
- SF-Paraati (1940)
- Opri (1954)
- Elokuu (1956)
- Kuuma kissa? (1968)
- Kun Hunttalan Matti Suomen osti (1984)